# UNITIC poslovno upravne zgrade
UNITIC poslovno upravne zgrade (oznate i kao UNIS-ovi tornjevi ili tornjevi Momo i Uzeir) dva su poslovna nebodera blizanca u glavnom gradu Bosne i Hercegovine Sarajevu. Smješteni su u gradskoj općini Centar.

## Gradnja
Neboderi su otvoreni 1986. godine, a glavni arhitekt projekta bio je Ivan Štraus. Početkom 90-ih godina 20. stoljeća obje zgrade teško su oštećene u ratu nakon što su granatirane s položaja JNA a potom i Vojske Republike Srpske. Kao posljedica granatiranja dogodio se veliki požar te je izgorjelo sve osim osnovne betonske strukture. Sustav za gašenje požara nije radio jer je spremnik vode koji se nalazio na krovu bio ranije ispražnjen da kako bi se zadovoljile potrebe za vodom lokalnog stanovništva. Danas su neboderi potpuno obnovljeni, a vrijednost obnove iznosila je 45 milijuna konvertibilnih maraka.

## Osnovne karatkteristike
Oba nebodera visoka su 97 metara te imaju po 25 katova. Odražavaju arhitektonski trend suvremenog bosanskohercegovačkog graditeljstva. Osnovna struktura je betonska, a volumen je obavijen staklenom opnom termoreflektujućeg stakla. 

## Zanimljivosti
U narodnom govoru tornjevi su bili poznati kao Momo i Uzeir, narodni likovi iz popularnog zabavnog programa Cik-cak Radio Sarajeva. U Sarajevu se često raspravljalo koji je od tornjeva Momo, a koji Uzeir. Glavni cilj vizualne sličnosti i nemogućnosti razlikovanja tornjeva naglašavala je kulturnu raznolikost i ravnopravnost kao osnovnu arhitektonsku kvalitetu projekta.

## Budućnost
Godine 2006. najavljen je projekt izgradnje trećeg nebodera, naziva UNITIC 3. Neboder bi trebao imati 30 katova, a vrijednost projekta procjenjuje se na oko 70 milijuna konvertibilnih maraka.